# Nannochelifer
Genre
Nannochelifer est un genre de pseudoscorpions de la famille des Cheliferidae.

## Distribution
Les espèces de ce genre se rencontrent au Kenya, en Somalie et en Australie.

## Liste des espèces
Selon Pseudoscorpions of the World (version 3.0) :
- Nannochelifer litoralis Beier, 1967
- Nannochelifer paralius Harvey, 1984

## Publication originale
- Beier, 1967 : Pseudoskorpione aus dem tropischen Ostafrika (Kenya, Tansania, Uganda, etc.). Annalen des Naturhistorischen Museums in Wien, vol. 70, p. 73-93.